# Caçadores de Aventuras
Caçadores de Aventuras foi um programa exibido aos domingos na Rede TV!. Apresentado por Roque Malizia. No dia 28 de fevereiro de 2010 foi exibido o último programa.

## História
A proposta do programa é desvendar lugares para todos aqueles que sonham em se aventurar, seja em uma cachoeira escondida, dentro de uma gruta ou escalando a mais desafiante montanha.